# 319a Divisió d'Infanteria Estàtica (Alemanya)
La 319a divisió d'infanteria estàtica (alemany: 319. Infanterie-Division (bo.)) va ser una divisió estàtica de l'exèrcit alemany durant la Segona Guerra Mundial. Va ser creada el novembre de 1940 d'unitats de les divisions d'infanteria 87a, 169a i la 299a. El 30 d'abril de 1941 la 319a divisió va substituir la 216a divisió d'infanteria a la defensa de les Illes del Canal i va romandre en aquesta posició fins a la seva captura el maig de 1945 per les forces britàniques.

## Història
La 319a Divisió d'Infanteria va ser formada el 15 de novembre de 1940 al sector de Gera al IX Wehrkreis a partir de les divisions d'infanteria 87, 169 i 299 en el marc de la 13. Welle (13a onada de mobilitzacions).
El 30 d'abril de 1941, va rellevar la 216a divisió d'infanteria per servir com a tropa d'ocupació i protecció de les Illes del Canal, recentment conquerides durant la batalla de França, i l'únic territori britànic conquerit per les tropes alemanyes durant la Segona Guerra Mundial.
A l'estiu de 1941, el 319 va proporcionar guarnicions a les illes de Guernsey, Jersey, Alderney, Sark, Herm i Jethou. També tenia sota la seva responsabilitat la ciutat de Saint-Malo i un sector de la costa francesa .
El 1943 i el 1944, davant les pors d'Adolf Hitler de veure els Aliats desembarcar a França, el seu nombre es va reforçar constantment, de manera que la 319 aconseguí finalment una força de més de 40.000 soldats.
Durant les operacions de desembarcament del 6 de juny de 1944, el general Eisenhower deixà de banda les illes del Canal i es conformà amb aïllar-les. Elements del 319 van aconseguir, però, ser traslladades al continent i lluitar a la península de Cotentin, abans de l'enfonsament del front de Normandia, l'agost de 1944.
El novembre de 1944, va ser retirada de l'ordre de batalla del 7. Armee, al qual havia pertangut fins aleshores, i passa sota la direcció del Marine -Oberkommando West (Alt Comandament de la Marina-Oest).
Finalment, el gruix de les tropes de la 319 va deposar les armes el 9 de maig de 1945, a les 7:14 del matí, 7 hores després del final oficial de la guerra. Aquesta divisió desproporcionadament forta no va disparar gairebé ni un sol tret en tota la guerra.

### Honors
Cap dels seus membres no va rebre la Creu de Cavaller de la Creu de Ferro.

## Commandants
- Generalleutnant Erich Müller (19 de novembre de 1940 – 1 de setembre de 1943)
- Generalleutnant Rudolf Graf von Schmettow (1 de setembre de 1943 – 27 de febrer de 1945)
- Generalmajor Rudolf Wulf (27 de febrer de 1945 – 8 de maig de 1945)

## Organització (1943–1945)
- Comandament
- 582è Regiment de Granaders
- 583è Regiment de Granaders
- 584è Regiment de Granaders
- 319è Regiment d'Artilleria
- 319è Batalló d'Enginyers
- 319è batalló antitanc
- 450è Batalló Ràpid
- 319è Batalló de Senyals

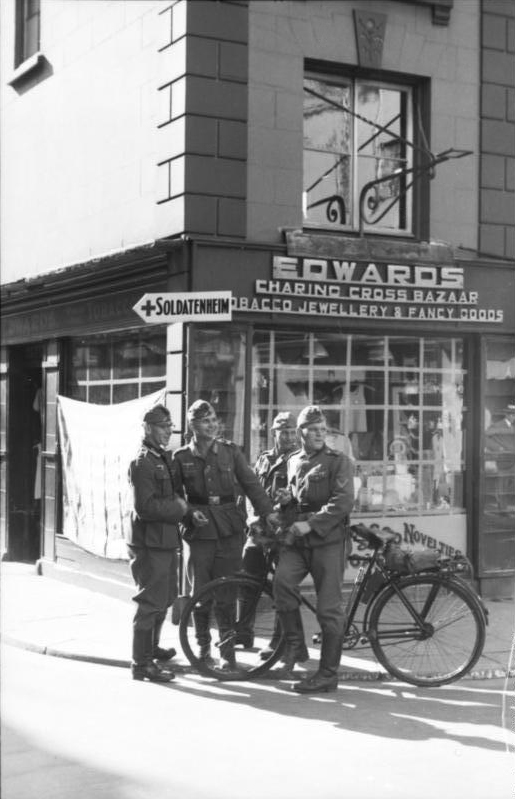
Soldats alemanys a King Street, Saint Helier, Jersey l'agost de 1941.

- 16è Batalló de metralladores (adjunt)
- 213è Batalló Panzer (adjunt)
- 1265 Regiment d'Artilleria Costanera de l'Exèrcit (adjunt)